# Kaupus costatus
Kaupus costatus är en fiskart som först beskrevs av Waite och Hale 1921.  Kaupus costatus ingår i släktet Kaupus och familjen kantnålsfiskar. Inga underarter finns listade i Catalogue of Life.